# Williamsburg (Virginie)
Williamsburg je město ve Spojených státech amerických, ve státě Virginie. Během amerického sčítání lidu z roku 2010 v něm žilo 14 068 obyvatel. 
Nachází se na poloostrově Virginia, v severní části metropolitní oblasti Hampton Roads. Město bylo založeno v roce 1632 pod názvem Middle Plantation, jakožto opevněná osada na vyvýšeném místě mezi řekami James a York. Roku 1699 bylo přejmenováno na Williamsburg a toto datum je také ve znaku města. 
Bylo hlavním městem koloniální jednotky Virginie v letech 1699-1780. Během americké revoluce se v něm odehrálo několik podstatných událostí (mj. ve zdejších novinách The Virginia Gazette se prvně veřejně objevil název budoucího státu: Spojené státy americké). College of William & Mary, založená roku 1693, je druhá nejstarší vysoká škola ve Spojených státech. Jejími absolventy byli tři prezidenti USA (Thomas Jefferson, James Monroe a John Tyler) a řada dalších významných osobností, zejména z raných dějin Spojených států. Škola funguje dodnes a dává městečku univerzitní charakter. Spolu s blízkým Jamestownem a Yorktownem vytváří Williamsburg trojúhelník, který pro svou spjatost s americkými dějinami láká každý rok více než čtyři milióny turistů (tzv. The Virginia Historic Triangle). 